# Cheng He Titong
Cheng He Titong (кит.: 成何体统; англ. How Dare You!?) — китайське донхва від студії Shengying Animation в жанрах комедія та романтика, яке транслювалось на китайській онлайн-відеоплатформі iQIYI в 2024 році.

## Сюжет
Сучасна молода жінка Ю Ваньїнь несподівано опиняється в історичному романі про палацові інтриги, де їй судилося зіграти роль лиходійки. Її відразу втягують в жорстоку боротьбу за владу. Разом з іншими людьми із сучасності, які теж потрапили в цей світ, вона намагається вижити в жорстоких реаліях нового життя та змінити свою долю на краще.

## Сприйняття
З моменту прем'єри серіал швидко піднявся на перше місце в списку очікуваних новинок iQIYI, викликавши бурхливі дискусії в соціальних мережах. Показник популярності донхви сягнув 5398, побивши рекорд популярності iQIYI для оригінальних анімацій і очоливши рейтинг трендів платформи. Оригінальний роман, пов'язаний з донхвою, також побачив значне збільшення кількості читачів — з 140 000 до 620 000. Крім того, після виходу на міжнародній версії iQIYI, Cheng He Titong вийшов на перше місце за переглядами в категорії анімації в декількох регіонах, включаючи США, Південну Корею та Сінгапур, випередивши провідні японські анімації за переглядами та доходами.
Компанія Xingyue Culture, власник бренду, оголосила про плани створити серіал за мотивами Cheng He Titong. Серіал вже зареєстрований і перебуває на стадії препродакшну.